# Magny-lès-Jussey
Magny-lès-Jussey település Franciaországban, Haute-Saône megyében. Lakosainak száma 95 fő (2022. január 1.). Magny-lès-Jussey Ormoy, Cendrecourt, Saponcourt, Tartécourt és Venisey községekkel határos.

## Népesség
A település népességének változása:
| Lakosok száma | 115  | 105  | 103  | 101  | 98   | 96   | 95   | 95   |
|               | 2013 | 2015 | 2017 | 2018 | 2019 | 2020 | 2021 | 2022 |